# Rana magnaocularis
Rana magnaocularis (tên tiếng Anh: Northwest Mexico Leopard Frog) là một loài ếch trong họ Ranidae. Chúng là loài đặc hữu của México.
Các môi trường sống tự nhiên của chúng là vùng đất có cây bụi nhiệt đới hoặc cận nhiệt đới, đầm nước ngọt, và đầm nước ngọt có nước theo mùa. Loài này đang bị đe dọa do mất môi trường sống.